# Yōichi Naganuma
Yōichi Naganuma (長沼 洋一?, Naganuma Yōichi; Kōfu, 14 aprile 1997) è un calciatore giapponese, centrocampista o difensore degli Urawa Reds.

## Caratteristiche tecniche
Di piede destro, è un giocatore che sa calciare anche di sinistro a tutta fascia, che si adatta in entrambe le corsie sia del centrocampo, sia della difesa. Inizialmente utilizzato come centrocampista esterno, qualvolta posizionato anche in zona più offensiva, durante il suo ultimo periodo con il Sagan Tosu, sotto la guida tecnica di Kenta Kawai, viene adattato a terzino sinistro; dopodiché, anche con gli Urawa Red Diamonds viene impiegato con il medesimo ruolo difensivo. Pur non essendo molto alto (1.78 m) è abile nei colpi di testa, così come qualvolta è capace di effettuare reti fuori dall’area avversaria. Oltre a saper sfruttare la propria fisicità, si distingue per il buon senso della posizione e la capacità di collegarsi efficacemente con i compagni, qualità che lo rendono un giocatore duttile e in grado di coprire più ruoli.

## Carriera

### Inizi
Durante il suo periodo di scuola elementare entra a far parte del Kōfu Satogaki SSS, squadra giovanile appartenente alla sua città natale. Dopodiché, in età adolescente, si lega al Kōfu U Sports Club, fino al compimento dei 16 anni, quando fa il salto di qualità trasferendosi al settore giovanile del Sanfrecce Hiroshima.

### Sanfrecce Hiroshima e vari prestiti
Nel 2016 viene ufficializzato il suo passaggio in prima squadra della principale società calcistica della città di Hiroshima, militante in J1 League, la prima divisione giapponese. Con i viola fa il suo esordio assoluto come professionista il 15 marzo 2017, partendo da titolare nella partita di Coppa J.League 2017 pareggiata a reti bianche in casa del Ventforet Kofu. Sempre in quest’ultima coppa, il successivo 26 aprile realizza il gol della bandiera, nonché la sua primissima rete, nella sconfitta per 4-1 contro il Vissel Kobe.
Il 18 agosto 2017, il Montedio Yamagata, squadra di J2 League, annuncia il suo inserimento in prestito in rosa; con loro Naganuma prende parte solamente a tre partite di campionato, giocando ognuna come subentrato, rispettivamente contro Kyoto Sanga (2-2), Kamatamare Sanuki (0-0) e FC Gifu (4-1).
Il 1° febbraio il Sanfrecce Hiroshima annuncia il suo passaggio in prestito all'FC Gifu, militante sempre in J2 League, dove riesce a ritagliarsi maggiore spazio in campo, facendo presenza in 17 incontri di campionato. Con il club riesce a raggiungere l’obiettivo salvezza, malgrado la 20ª posizione su 22 partecipanti.
Per le stagioni 2019 e 2020 di J2 League viene stavolta ceduto in prestito all'Ehime FC, debuttando in occasione della prima giornata di campionato contro il JEF United (0-0). Il 5 luglio 2020 realizza il suo primo gol in un campionato, battendo il portiere del Renofa Yamaguchi all'88° minuto di gioco; si ripete il seguente 25 novembre siglando la rete del 3-0 finale ai danni dell’Albirex Niigata. Diventato un giocatore inamovibile della rosa del club di Matsuyama, al termine delle due annate calcistiche riesce a collezionare complessivamente 2 reti in 72 presenze.

### Ritorno al Sanfrecce Hiroshima
Dopo quattro anni in prestito in J2 League, in occasione della stagione 2021 viene ufficializzato il suo ritorno nella massima divisione nipponica al Sanfrecce Hiroshima. Il 3 marzo 2021 ritorna a giocare la Coppa J.League subentrando nel secondo tempo al posto di Ezequiel nella gara casalinga pareggiata 0-0 contro lo Shimizu S-Pulse. Il 10 marzo esordisce in J1 League contro il Consadole Sapporo, sostituendo Yūya Asano al 70° minuto di gioco. Durante la sfida di ritorno in casa dello Shimizu S-Pulse (vinta 2-1), segna con un colpo di testa la rete del vantaggio su assist di Shunki Higashi. Per quanto riguarda le stagioni 2021 e 2022, con la maglia del Sanfrecce Hiroshima accumula complessivamente 29 presenze e una rete.

### Sagan Tosu
Il 25 luglio 2022, a stagione in corso, lascia definitivamente il Sanfrecce Hiroshima unendosi al Sagan Tosu, militante in J1 League. Subito dopo sei giorni dal trasferimento, esordisce nel pareggio in trasferta (3-3) contro lo Shimizu S-Pulse, partita dove realizza la rete del momentaneo 2-0.
Il 4 marzo 2023, nella terza giornata di campionato, regala la vittoria alla sua squadra, segnando con un colpo di testa il gol vittoria all'83° minuto, in una situazione di calcio d'angolo, sconfiggendo di misura il Nagoya Grampus per 1-0; tuttavia, nel successivo incontro fuori casa contro il Cerezo Osaka, persa per 2-1, riceve agli ultimi minuti di gioco la sua prima espulsione (per somma di cartellini gialli) con la maglia del Sagan Tosu.
Nella sfida casalinga del seguente 15 aprile contro il Kashiwa Reysol (1-1) è autore di un gol da fuori area, calciato di destro nell'incrocio alto a destra della porta avversaria, mentre quasi un mese dopo, nel match disputato a Saitama contro gli Urawa Red Diamonds, segna da fuori area, stavolta con il piede debole, ossia il sinistro, direzionando il tiro in gol verso l'angolo basso a sinistra della porta difesa da Shūsaku Nishikawa. Nel successivo appuntamento, contro l'Avispa Fukuoka (0-0) riceve il cartellino rosso diretto al recupero del primo tempo. Nella partita del 3 giugno sigla la doppietta decisiva nel match vinto fuori casa per 2-1 contro lo Yokohama FC.
Nel 3° round di Coppa J.League 2024 contro l'FC Tokyo, nella lotteria dei calci di rigore sbaglia quello decisivo, tirando per quinto, causando l’eliminazione del Sagan Tosu dalla competizione nazionale.
Comprendendo tutte le competizioni, con il Sagan Tosu accumula 15 reti in 75 presenze, il miglior periodo della sua carriera se si considera il rendimento di finalizzazione.

### Urawa Red Diamonds
A metà stagione, più precisamente il 3 agosto 2024, viene acquistato dagli Urawa Red Diamonds, debuttando dopo otto giorni con la maglia dei Reds nella sfida di J1 League proprio contro la sua ex squadra del Sagan Tosu (1-1), entrando al posto di Ryōma Watanabe all'83° minuto di gioco.
Convocato per la Coppa del mondo per club FIFA 2025, da titolare prende parte a tutte le tre partite effettuate dal club giapponese, ognuna usciti sconfitti, rispettivamente contro il River Plate (1-3), l'Inter (1-2) e il Monterrey (0-4).

## Palmarès

### Nazionale
- Giochi asiatici: 1

2018